# Phiala E. Shanahan
Phiala Elisabeth Shanahan je australská teoretická a jaderná fyzička, která žije a pracuje ve Spojených státech. Je známá svou prací na struktuře a interakcích hadronů a atomových jader a inovativním využitím technik strojového učení ve výpočtech mřížkové kvantové teorie pole (teorie pro popis fyzikálních systémů s mnoha interagujícími částicemi, která je konzistentní s kvantovou teorií a zároveň speciální teorií relativity).
V roce 2021 obdržela cenu Maria Goeppert Mayer Award Americké fyzikální společnosti, která uznává vynikající úspěchy fyziček v rané kariéře. Dostala ji za: „klíčové poznatky o struktuře a interakcích hadronů a jader pomocí numerických a analytických metod a průkopnické využití technik strojového učení ve výpočtech mřížkové kvantové teorie pole v částicové a jaderné fyzice“.
V roce 2017 časopis Forbes zařadil Shanahan do svého seznamu „30 Under 30: Science“ za dopad její práce na pochopení temné hmoty a fyziky mimo standardní model (teorie fyzikálních systémů popisující silnou, slabou a elektromagnetickou interakci a elementární částice, které tvoří veškerou hmotu).

## Vzdělání

Standardní model – přehled vzájemného ovlivňování mezi částicemi.

Shanahan navštěvoval školu The Wilderness School v Medindie na předměstí Adelaide v Jižní Austrálii. Tam také získala v roce 2007 australskou studentskou cenu. Bakalářský titul získala na University of Adelaide v roce 2012 a doktorát na stejné instituci v roce 2015. Jejími doktorandy byli Anthony William Thomas a Ross D. Young.  

Vnitřní struktura protonu: dva kvarky u a jeden kvark d.

Ve své disertační práci „Podivnost a narušení symetrie náboje ve struktuře nukleonů“ studovala roli elementárních částic nazývaných podivné kvarky a narušení symetrie náboje ve struktuře protonů a neutronů v atomových jádrech pomocí mřížkové kvantové chromodynamiky a technik efektivní teorie pole. Její práce zlepšila pochopení role podivných kvarků v protonech a atomových jádrech a pochopení temné hmoty pomocí technik přímé detekce.

Vnitřní struktura neutronu: dva kvarky d a jeden kvark u.

V roce 2016 dostala Braggovu zlatou medaili za nejlepší dokončení doktorského studia ve fyzice v Austrálii a medaili absolventů univerzity v Adelaide v roce 2016. Za disertační práci v roce 2017 v oboru fyziky hadronů dostala cenu Americké fyzikální společnosti .

## Kariéra
- V letech 2015 až 2017 po dokončení doktorského studia se Shanahan stala postdoktorandkou na Massachusetts Institute of Technology (MIT) v USA. Zde studovala roli elementárních částic gluonů (zprostředkující silnou interakci mezi kvarky) ve struktuře hadronů (mezi ně patří i protony a neutrony, které jsou složené z kvarků). Použila také mřížkové kvantové chromodynamické techniky ke zkoumání struktur atomových jader.
- Od roku 2017 do roku 2018 byla jmenována odbornou asistentkou na College of William & Mary a vedoucí vědeckou pracovnicí v Thomas Jefferson National Accelerator Facility.
- V červenci 2018 se stala odbornou asistentkou v Centru pro teoretickou fyziku na Massachusetts Institute of Technology (MIT), což z ní v té době učinilo nejmladší odbornou asistentku fyziky.
- Během podzimního semestru 2018 byla členem Simons Emmy Noether Fellow na Perimeter Institute for Theoretical Physics. Toto stipendium podporuje ženy v kariéře fyzičky.

## Výzkum

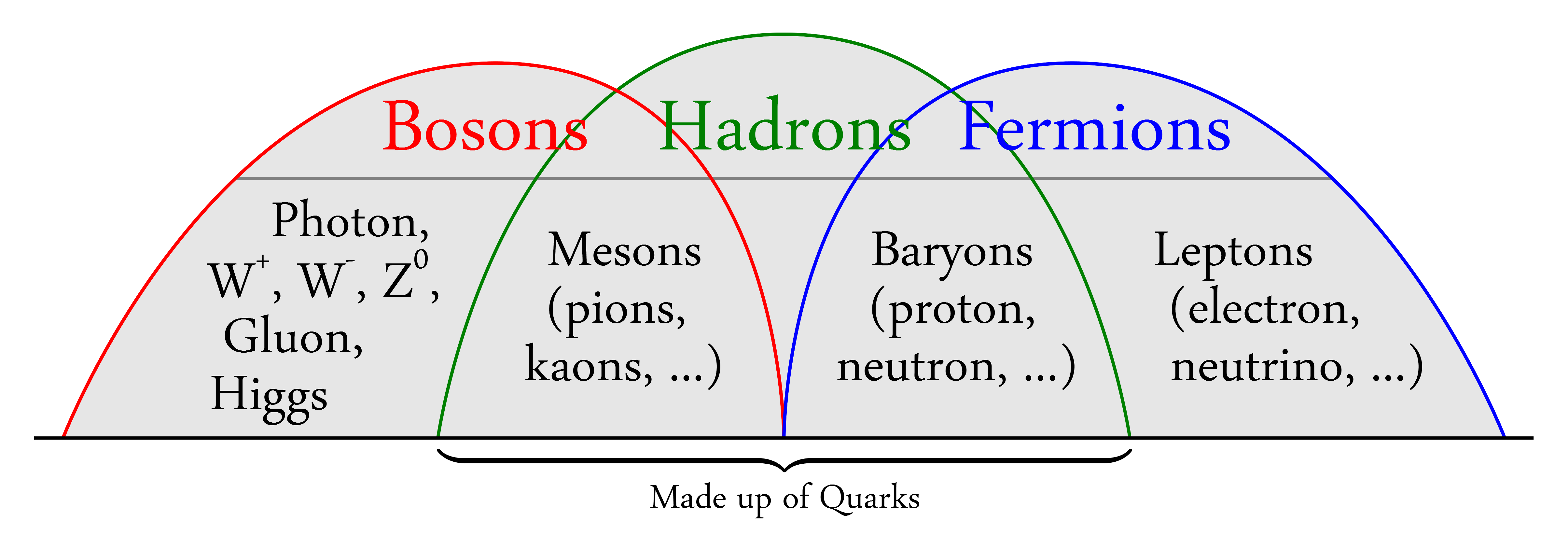
Hadron je složená subatomární částice tvořená dvěma nebo více kvarky drženými pohromadě silnou interakcí. Každý hadron musí spadat do jedné ze dvou základních tříd částic: bosonů nebo fermionů.

- Hadron je složená subatomární částice tvořená dvěma nebo více kvarky drženými pohromadě silnou interakcí. Každý hadron musí spadat do jedné ze dvou základních tříd částic: bosonů nebo fermionů.Její výzkum je zaměřen na teoretickou, jadernou a částicovou fyziku. Zabývá se strukturou a interakcí hadronů a atomových jader na základě základních principů standardního modelu fyziky. Dále studuje roli gluonů ve strukturách hadronů a atomových jader. Snaží se využít superpočítače k provádění nízkoenergetické kvantové chromodynamiky (Quantum Chromodynamics – QCD je kalibrační teorie interakcí barevných kvarků, antikvarků a gluonů).
- Pomocí analytických nástrojů a vysoce výkonných superpočítačů nedávno dosáhla prvního výpočtu gluonové struktury lehkých jader. Provedla také rozsáhlé studie role podivných kvarků v protonových a lehkých jádrech, které potvrzují teoretické předpovědi průřezů temné hmoty v experimentech s přímou detekcí. K překonání výpočetních omezení usiluje o program integrace moderních technik do jaderné fyziky.
- Její výzkum může být v budoucnu potvrzen pomocí plánovaného urychlovače elektronů a iontů v Thomas Jefferson National Accelerator Facility a na plánovaném Elektron-Ion Collider (typ urychlovače částic navržený pro srážení spinově polarizovaných svazků elektronů a iontů).

## Vyznamenání a ocenění
- 2007 – Australská studentská cena
- 2016 – Braggova zlatá medaile za nejlepší dokončení doktorského studia ve fyzice v Austrálii
- 2016 – Medaile absolventů University of Adelaide
- 2017 – Cena Americké fyzikální společnosti za disertační práci v oboru hadronické fyziky
- 2017 – Uvedena v seznamu časopisu Forbes „30 Under 30: Science“
- 2018 – National Science Foundation CAREER Award za projekt „Quark and Gluon Structure of Nucleons and Nuclei“
- 2020 – United States Department of Energy Early Career Award za projekt „The QCD Structure of Nucleons and Light Nuclei“
- 2020 – Cena Kennetha G. Wilsona za vynikající výsledky v teorii mřížkového pole na mezinárodní konferenci Lattice Field
- 2020 – Uvedena v seznamu Science News „10 vědců, které je třeba sledovat“
- 2021 – Cena Maria Goeppert Mayer Americké fyzikální společnosti